# Robin Hood (2018)
Robin Hood is een Amerikaanse actiefilm uit 2018 gebaseerd op de Britse Robin Hood-legende. De film werd slecht ontvangen en behaalde zeer slechte recensies. De film verdiende maar 73 miljoen dollar terwijl het een budget van 100 miljoen had en wordt hierdoor gezien als een flop.

## Rolverdeling
| Acteur         | Personage              |
| -------------- | ---------------------- |
| Taron Egerton  | Robin Hood             |
| Jamie Foxx     | John                   |
| Eve Hewson     | Marian                 |
| Ben Mendelsohn | Sheriff van Nottingham |
| Jamie Dornan   | Will Scarlett          |

## Verhaal
Dievegge Marian wordt betrapt door edelman Robin of Locksley wanneer ze een van diens paarden wil stelen. Hij wordt op slag verliefd wat wederzijds blijkt te zijn. Ze starten een relatie, maar Robin wordt door de sheriff van Nottingham ingezet als soldaat van de kruistocht en vertrekt naar Arabië.
Vier jaar later is hij nog steeds in Arabië waar hij onder het gezag staat van Guy of Gisborne. Guy wil een Moors kind en zijn vader Yahya executeren. Robin overtuigt Guy hen niet te doden, maar vrij te laten in ruil voor informatie. De vader geeft informatie, maar Guy vindt deze nutteloos waarop de executie toch wordt uitgevoerd. Robin kan de vader nog nipt bevrijden, maar het kind niet. Daarop stuurt Guy Robin terug naar Engeland.
Bij terugkomst verneemt Robin via pater Tuck dat Robin door de sheriff twee jaar eerder dood werd verklaard. Marian is nu getrouwd met Will Tillman. De Sheriff en de bisschop leggen allerhande belastingen op aan de inwoners om de oorlog tegen de vijand te financieren. Tot zijn verbazing achtervolgde Yahya Robin. Uit dank voor de redding leert Yahya Robin allerlei gevechts- en dieventechnieken om de Sherif tegen te werken: het geld dat de rijken via deze belastingen steelt, moet terug naar de arme bevolking. Omdat Robin de naam Yahya niet correct kan uitspreken, stelt Yahya voor om hem John te noemen.
Robin start enerzijds als dief om het opgehaalde geld te stelen - waardoor hij de bijnaam "The Hood" krijgt, anderzijds tracht hij het vertrouwen te winnen van de machtshebbers door een premie op "The Hood" te zetten. Zijn opzet lukt en Robin wordt uitgenodigd op een welkomstfeest ter ere van de kardinaal. Daar komt hij achter de ware toedracht van het belastinggeld: dat wordt gegeven aan de Moren zodat zij de oorlog winnen. Nadat Engeland is verslagen zullen de Moren de Sheriff aanstellen als nieuwe machtshebber zodat hij "koning van Engeland" wordt. Dit alles staat in geschreven contracten die Marian vindt.
Robin Hood overtuigt de bevolking om massaal in tegenaanval te gaan en geeft opzettelijk zijn anonimiteit op. Will achterhaalt dat Marian en Robin een geheime relatie hebben. Het laatste geldtransport wordt door de bevolking onderschept en de Sheriff wordt door John vermoord. Robin, Marian, John, pater Tuck en de rest van de revolterende bevolking worden vogelvrij verklaard en moeten vluchten.
De kardinaal stelt Will aan als nieuwe Sheriff. Zijn eerste taak is het uitschrijven van Robin Hoods arrestatiebevel.